# Кинески Тајпеј
Кинески Тајпеј (упрош: 中华台北; трад: 中華臺北; пин: Zhōnghuá Táiběi) назив је за Републику Кину који је одређен Нагојском резолуцијом, којом се Република Кина и Народна Република Кина међусобно признају када су у питању дјелатности везане за Међународни олимпијски комитет. Република Кина учествује под овим називом у многим међународним организацијама и догађајима, укључујући Олимпијске и Параолимпијске игре, Азијске игре, Азијске параигре, Универзијаду, Свјетско првенство у фудбалу, Мис универзума и Свјетску здравствену организацију.
Термин је намјерно двосмислен. За Народну Републику Кину, „Кинески Тајпеј” има двосмислено значење о политичком статусу или суверенитету Републике Кине; за Републику Кину, „Кинески Тајпеј” је шири појам од термина Тајван (који је Куоминтанг за вријеме власт сматрао само једним дијелом „Кине”, који као и КПК, тврди да је једина законита власт цијеле „Кине”, док НРК корист термин „Тајван” за покрајину која се налази на подручју непризнате РК) и Тајван, Кина који се може схватити као подручје под контролом Народне Републике Кине.